# Kozlodujtsi
Kozlodujtsi (bulgariska: Козлодуйци) är ett distrikt i Bulgarien.   Det ligger i kommunen Obsjtina Dobritj-Selska och regionen Dobritj, i den nordöstra delen av landet, 400 km öster om huvudstaden Sofia.
Runt Kozlodujtsi är det i huvudsak tätbebyggt. Runt Kozlodujtsi är det ganska tätbefolkat, med 104 invånare per kvadratkilometer.